# 小行星32564
小行星32564（32564 Glass）是一颗绕太阳运转的小行星，为主小行星带小行星。该小行星于2001年8月发现。

## 轨道参数
小行星32564的轨道半长轴为2.6303544 UA，离心率为0.17。